# Дрегоєшть-Лунке
Дрегоєшть-Лунке, Дрегоєшті-Лунке (рум. Drăgoiești-Luncă) — село у повіті Алба в Румунії. Входить до складу комуни Відра.
Село розташоване на відстані 324 км на північний захід від Бухареста, 56 км на північний захід від Алба-Юлії, 65 км на південний захід від Клуж-Напоки.

## Населення
За даними перепису населення 2002 року у селі проживали 96 осіб, з них 95 осіб (99,0%) румунів. Усі жителі села рідною мовою назвали румунську.